# 宏逸
宏逸（英語：Wang Yat，代號：M33）是香港元朗區議會下轄的選區，2003年設立，2023年取消，末任區議員為天水圍民生關注平台成員巫啟航。

## 範圍
選區位於天水圍新市鎮北部，現時包括俊宏軒全部樓宇及天逸邨逸浪樓、逸池樓、逸灣樓、逸洋樓（其餘五幢樓宇則屬於逸澤選區），與其相連的選區有屏山北、富恩、逸澤、天恒、晴景和嘉湖北選區，投票站設於元朗公立中學校友會鄧英業小學。

## 沿革
2000年由於八萬五建屋計劃的關係，大量公共屋邨和居屋屋苑在天水圍北落成，導致大量人口遷入，選舉事務處因而在2003年將嘉湖南選區部份範圍分拆，並且設立多個選區，宏逸就是其中之一，由俊宏軒全部樓宇及天逸邨逸浪樓、逸池樓、逸灣樓、逸洋樓組成。
2003年區議會選舉，當時選區人口估算約17,301人，其中有2,582位選民，投票站設於元朗公立中學校友會鄧英業小學，議席由獨立建制派人士黃麗嫦（此人並非民主黨的屯門區議員黃麗嫦，而是當屆鄰區候選人黃志輝的表妹）、民主建港聯盟成員羅文和民主黨成員張賢登爭奪，最終張賢登以715票勝出。
由於區內慧景軒在2004年落成，選舉事務處在2007年將原本屬於宏逸選區的天逸邨部份歸入富恩選區，宏逸選區因而改稱宏景。2007年區議會選舉，當時選區人口估算約18,754人，其中有5,714位選民，尋求連任的張賢登再度參選，對手是民建聯成員姚國威，最終姚國威以1,684票勝出。
2011年選舉事務處將歸入富恩選區的天逸邨部份重新劃入宏景選區並復稱宏逸，但同時劃出慧景軒部份則與新入伙的天晴邨合併組成新設的晴景選區。
2011年區議會選舉，人口估算約19,928人，其中有9,022位選民，姚國威再次參選，對手曾是公民黨新西支部副主席的無黨派人士何家康和民主黨成員吳玉英，最終姚國威以2,274票擊敗取得987票的吳玉英和142票的何家康勝出。因應民建聯工聯會分家，姚2012年起只以工聯會身份活動。
2015年區議會選舉，由於區內屋苑有一段距離，外人難以組織地區網絡，故未有其他人參選，姚國威自動當選。
2019年區議會選舉，天水圍民生關注平台成員兼俊宏軒居民巫啟航於本區參選挑戰姚國威，不過巫當時屬於被當局取消資格的高風險人士，亦曾經收過來自選舉主任的信，詢問政治立場。有見及此，關嘉麗報名參選，成為巫的「Plan B」，最後巫啟航成功入閘。由於香港正值反修例運動的大氣候下，在7月時發生的元朗恐襲更成為當區的焦點的選舉話題，當中姚國威是反對獨立調查721事件，成為眾矢之的。結果巫以5,100票打敗得到2,849票的姚，另外兩位候選人得票低於5%而沒收選舉按金。2021年7月，巫氏在民主派區議員因應政府計劃追究協助2020年民主派初選的區議員傳聞所帶動的辭職潮中辭去區議員職務。

## 歷屆議員
| 屆別                  | 議員   | 政治聯繫 | 政治聯繫                 |
| --------------------- | ------ | -------- | ------------------------ |
| 2004年－2007年        | 張賢登 |          | 民主黨                   |
| 2008年－2011年        | 姚國威 |          | 民建聯 → 民建聯／ 工聯會 |
| 2012年－2015年        | 姚國威 |          | 工聯會                   |
| 2016年－2019年        | 姚國威 |          | 工聯會                   |
| 2020年－2021年7月12日 | 巫啟航 |          | 天水圍民生關注平台       |
| 2021年7月13日－2023年 | 懸空   | 懸空     | 懸空                     |

## 歷屆選舉結果
| 政党   | 政党               | 候选人    | 票数  | %     | ±      |
| ------ | ------------------ | --------- | ----- | ----- | ------ |
|        | 天水圍民生關注平台 | ①. 巫啟航 | 5,100 | 62.16 | 不適用 |
|        | 無黨派             | ②. 曹健科 | 204   | 2.49  | 不適用 |
|        | 工聯會             | ③. 姚國威 | 2,849 | 34.73 | 不適用 |
|        | 獨立民主派         | ④. 關嘉麗 | 51    | 0.62  | 不適用 |
| 多数票 | 多数票             | 多数票    | 2,251 | 27.44 | -10.38 |

| 政党   | 政党   | 候选人 | 票数     | %      | ±      |
| ------ | ------ | ------ | -------- | ------ | ------ |
|        | 工聯會 | 姚國威 | 自動當選 | 不適用 | 不適用 |
| 多数票 | 多数票 | 多数票 | 不適用   | 不適用 | 不適用 |

| 政党   | 政党           | 候选人    | 票数  | %     | ±      |
| ------ | -------------- | --------- | ----- | ----- | ------ |
|        | 無黨派         | ①. 何家康 | 142   | 4.17  | 不適用 |
|        | 民主黨         | ②. 吳玉英 | 987   | 29.00 | -14.96 |
|        | 民建聯/ 工聯會 | ③. 姚國威 | 2,274 | 66.82 | +10.78 |
| 多数票 | 多数票         | 多数票    | 1,287 | 37.82 | +25.74 |

| 政党   | 政党   | 候选人    | 票数  | %     | ±      |
| ------ | ------ | --------- | ----- | ----- | ------ |
|        | 民建聯 | ①. 姚國威 | 1,684 | 56.04 | +16.84 |
|        | 民主黨 | ②. 張賢登 | 1,321 | 43.96 | -4.45  |
| 多数票 | 多数票 | 多数票    | 363   | 12.08 | +2.87  |

| 政党   | 政党   | 候选人    | 票数 | %     | ±      |
| ------ | ------ | --------- | ---- | ----- | ------ |
|        | 建制派 | ①. 黃麗嫦 | 183  | 12.39 | 不適用 |
|        | 民建聯 | ②. 羅文   | 579  | 39.20 | 不適用 |
|        | 民主黨 | ③. 張賢登 | 715  | 48.41 | 不適用 |
| 多数票 | 多数票 | 多数票    | 136  | 9.21  | 不適用 |